# 通信の最適化
通信の最適化（つうしんのさいてきか）は、日本の携帯電話事業者によって実施されている非可逆圧縮などの変換を指す語。

## 概要
2015年8月22日の時点において日本の携帯電話事業者であるNTTドコモ、au、ソフトバンクモバイルは通信帯域の削減を目的として携帯電話端末とインターネット上のサーバとの通信のデータに対して非可逆圧縮などの変換を行っている。この変換はインターネット上のサーバを運営するものには通知されず、またTCP通信の仕様内では検知することができない。携帯電話端末とサーバとのやりとりでは通常のTCP通信の挙動が現れるが、送受信されるデータは両者に検知できない状態で変換される。

## 各事業者ごとの状況

### NTTドコモ
spモードにおいて通信の最適化が実施される。画像や動画の圧縮やコーデック変換を行っている。具体的なファイル形式や変換の対象は公開されていない。携帯電話利用者は通信の最適化を解除することができる。

### au
LTE NETにおいて通信の最適化が実施される。画像と動画の圧縮を行っており対象ファイル形式はBMP、jpg、gif、PNG、MPEG、AVI、MOV、FLV、MP4、3GP、WebM、ASF、WMVである。携帯電話利用者は総合案内157（au以外の携帯電話、一般電話からは0077-7-111）に発信し（5.スマートフォン・auケータイ→2操作、設定方法、電波状況に関するお問い合わせ）に繋いで解除の申し込みをする事で通信の最適化を解除することができる。

### ソフトバンクモバイル(ワイモバイル)
パケット通信全般において通信の最適化が実施される。対象とされる通信は「VoIP」「一部の画像ファイル（BMP、JPEG、GIFなど）」「動画ファイル（MPEG、AVI、MOVなど）」「大量のデータ通信、または長時間接続をともなうパケット通信」とされている。携帯電話利用者が通信の最適化を解除することはできなかったが、2017年9月現在は通信の最適化は行われていない。

### MVNO各社
MNO各社から回線を借りて移動体通信サービスを提供するMVNOの一部も、通信の最適化と称して非可逆圧縮を行っている。
- ビッグローブ - BIGLOBEモバイル: APN設定を切り替えることにより、最適化処理を解除することができる[6]
- オプテージ - mineo: 混雑時間帯に実施[7]。利用者用サイト『mineoマイページ』から最適化の解除ができる[8]。

## 最適化の被害
2015年6月10日にネットワークゲーム「Angel Beats! -Operation Wars-」において、ソフトバンクモバイルの回線における通信の最適化が原因とみられる、ゲームデータのダウンロードの失敗の問題が発生している。

## インターネットに対する影響
TCPが備えるチェックサムは、通信路における偶発的なパケットの破損を検知することを目的としており、通信の最適化のように人為的にデータが書き換えられた場合はサーバ、クライアント側ではTCPの仕組みでは検知することができない。通信路におけるデータの改変を検知するには、各種VPNやTLSのようにメッセージ認証符号を備えたプロトコルを用いて通信する必要がある。

## 確認方法
通信の最適化がなされているかどうかを確認するサイトも幾つか開設されている。

## 回避手段
非可逆圧縮による最適化はHTTPに対して行われており、サーバの運用をHTTPSに変更することで回避することが可能である。